# Aneta Nogaj
Aneta Nogaj (ur. 31 sierpnia 1990 w Pobiedziskach) – czołowa polska motorowodniaczka, córka Dariusza Nogaja, reprezentantka Baszty Żnin.
Zadebiutowała w wieku 15 lat w międzynarodowych zawodach młodzieżowej klasy JT-250 w Warszawie w 2005 roku, gdzie zajęła 15. miejsce. W następnym sezonie przeszła do dużo szybszej klasy T-400 i w wieku 16 lat zdobyła brązowy medal mistrzostw Polski z niewielką stratą do drugiego miejsca w końcowej klasyfikacji. W 2007 roku z uwagi na częste awarie sprzętu została sklasyfikowana na szóstym miejscu w mistrzostwach Polski.

Od roku 2008 startuje w szybszej klasie T-550, gdzie w mistrzostwach Polski zajęła czwarte miejsce, a w międzynarodowych zawodach tej klasy w Myśliborzu była trzecia, m.in. przed mistrzem świata i byłym mistrzem Europy Adamem Łabędzkim.